# Universal Kids Resort
Koordinaten: 33° 11′ 33″ N, 96° 49′ 59″ W
Das Universal Kids Resort ist ein im Bau befindliches 13 Hektar großer Kinder-Themenpark und Unterhaltungsresort in Frisco, Texas, USA. Die Eröffnung ist für Mai 2026 geplant. Es wird das sechste Resort von Universal Destinations & Experiences sein. Der Park wird sieben Themenbereiche umfassen, die auf Gabby's Dollhouse, Trolls, Shrek, Der gestiefelte Kater, Jurassic World Camp Cretaceous, SpongeBob Schwammkopf und Minions basieren.

## Geschichte
Am 11. Januar 2023 kündigte das Unternehmen ein neues Resort-Konzept an, das speziell auf Familien mit Kindern ausgerichtet ist. Das Resort soll immersive Themenwelten bieten und die Unterhaltungsmarke, Innovationen sowie Charaktere von Universal repräsentieren. Der Baubeginn in Frisco, Texas, erfolgte im November 2023 mit geschätzten Kosten von etwa 550 Millionen US-Dollar. Das Resort umfasst 13 Hektar, ein fünfstöckiges Hotel mit 300 Zimmern und einen Themenpark für jüngere Kinder mit Attraktionen, Shows und Restaurants. Das Resort liegt östlich des Dallas North Tollway und nördlich des Panther Creek Parkway. Frisco wurde aufgrund seiner wachsenden Bevölkerung und Attraktivität für Unternehmen als Standort gewählt.
Ursprünglich war die Eröffnung des Parks für Juni 2026 geplant, doch im November 2024 wurde das Eröffnungsdatum auf Mai 2026 vorverlegt, um rechtzeitig zur FIFA-Weltmeisterschaft 2026 in der Region fertig zu sein. Die Hauptzufahrtsstraße zum Resort, Universal Parkway, sollte 2024 eröffnet werden, mit geschätzten Kosten von rund 12,94 Millionen US-Dollar. Januar 2025 wurde die Eröffnung der Straße jedoch auf einen späteren Zeitpunkt im Jahr verschoben.

## Themenbereiche und Attraktionen
Das Universal Kids Resort wird aus sieben Themenbereichen bestehen. Im Uhrzeigersinn ab dem Eingang sind die Themenbereiche inspiriert von Gabby's Dollhouse, Trolls, Shrek, Der gestiefelte Kater, Jurassic World Camp Cretaceous, SpongeBob Schwammkopf und Minions. Die Themenbereiche werden voraussichtlich Schaukelattraktionen, eine Wildwasserbahn, ein Hochkarussell, eine Teetassenfahrt und zwei Achterbahnen umfassen.

### Gabby's Dollhouse
Gabbys Puppenhaus ist inspiriert von der Serie Gabbys Dollhouse von DreamWorks Animation.

### Pop-Village
Das Pop-Village ist inspiriert von der Trolls-Franchise von DreamWorks Animation.

### Far Far Away / San Ricardo
Far Far Away und San Ricardo sind inspiriert von den Franchises Shrek und Der gestiefelte Kater von DreamWorks Animation.

### Jurassic World
Jurassic World ist inspiriert von der Serie Jurassic World: Neue Abenteuer von Amblin Entertainment und DreamWorks Animation. Der Bereich wird eine Attraktion namens „Jurassic World: Cretaceous Coaster“ beinhalten.

### Bikini Bottom
Bikini Bottom ist inspiriert von der Serie SpongeBob Schwammkopf von Nickelodeon.

### Minion-Land
Minion-Land ist inspiriert von der Minions-Franchise von Illumination.